# Ernst Streng
Ernst Streng (* 24. Januar 1942 in Köln; † 27. März 1993 ebenda) war ein deutscher Radrennfahrer und Olympiasieger.

## Sportliche Laufbahn
Ernst Streng errang seine größten Erfolge in der Mannschaftsverfolgung. 1963 wurde er mit der deutschen Mannschaft Vize-Weltmeister der Amateure in dieser Disziplin in Rocourt bei Lüttich, gemeinsam mit Klemens Großimlinghaus, Karl-Heinz Henrichs und Lothar Claesges. Im Jahr darauf wurde die deutsche Mannschaft (mit Karl Link anstelle von Grossimlinghaus) Weltmeister der Amateure in Paris sowie Olympiasieger in Tokio und wurde deshalb Gold-Vierer genannt. Er hatte sich mit seinem Team in den Olympiaausscheidungsrennen im Bahnradradsport gegen die Fahrer aus der DDR durchgesetzt. 1964 siegte er im Sechstagerennen für Amateure in Köln mit Lothar Claesges als Partner.
1965 trat Streng zu den Profis über und belegte bei Deutschen Meisterschaften mehrfach Podiumsplätze im Sprint sowie bei den Stehern. 1969 wurde er auch Dritter bei den Deutschen Meisterschaften auf der Straße. 1968 startete er bei der Tour de France, wo er mit der Batavus-Mannschaft den Prolog gewann, sowie fünfmal bei der Tour de Suisse (1966 bis 1970). Bei der Tour de France schied er nach einem Sturz auf der 11. Etappe aus.
Ernst Streng gelang es als Profi nie, richtig Fuß zu fassen. Insbesondere seine Erfahrungen bei Sechstagerennen, bei denen er nie die erhofften starken Partner erhielt, demotivierten ihn. Desillusioniert trat er 1970 vom Radsport zurück und nahm eine Stelle bei der Kölner Polizei an. Später gründete er eine Polizei-Radsportgruppe. 1993 starb er überraschend während einer Rad-Spazierfahrt an Herzversagen, was zu Spekulationen über Spätfolgen von Doping Anlass gab. Auch sein Mannschaftskollege Großimlinghaus war 1991 im Alter von 49 Jahren überraschend an Herzversagen gestorben.
Für seine sportlichen Leistungen erhielt Streng das Silberne Lorbeerblatt.

## Erfolge
1963
- Amateur-Weltmeisterschaft – Mannschaftsverfolgung (mit Karl-Heinz Henrichs, Klemens Großimlinghaus und Lothar Claesges)
- Deutscher Meister – Mannschaftsverfolgung (mit Klemens Großimlinghaus, Lothar Claesges und Hans-Peter Kanters)

1964
- Olympiasieger – Mannschaftsverfolgung (mit Lothar Claesges, Karl Link und Karl-Heinz Henrichs)
- Amateur-Weltmeister – Mannschaftsverfolgung  (mit Lothar Claesges, Karl Link und Karl-Heinz Henrichs)
- Deutscher Meister – Mannschaftsverfolgung (mit Lothar Claesges, Erich Schockhoven und Hubert Klüber)